# إيفا بيركلاند
إيفا بيركلاند (بالنرويجية البوكمول: Eva Birkeland)‏ هي موظفة مدنية نرويجية، ولدت في 10 سبتمبر 1938 في أوسلو في النرويج.